# Batalha de Shimbra Kure
A Batalha de Shimbra Kure ("pântano de Grão-de-bico ") foi travada em março de 1529 entre as forças de Adal lideradas pelo Imame Amade ibne Ibraim Algazi e o exército etíope, sob o comando de Dawit II (Lebna Dengel). O exército do Imame Amade prevaleceu e esteve no controle do campo no final da batalha. Ambos os lados sofreram pesadas baixas. Apesar desse sucesso, e de seu desejo de capturar e manter o palácio do imperador em Badeqe, o imame Amade, em parte para apaziguar seus homens inquietos, retirou-se e não voltou a enfrentar diretamente o exército etíope por dois anos. A vitória permitiu que os muçulmanos conquistassem as cidades de Dauaro, Xoa, Amara e Lasta.
Algumas autoridades, como Richard Pankhurst, atribuem o sucesso do imame Amade à presença entre seus seguidores de uma empresa responsável por produzir mechas. Se este for o caso, então esta batalha foi a primeira que as forças etíopes tiveram que lutar contra uma força armada com armas de fogo.